# МП (роман)
«МП» (англ. CV) — науково-фантастичний роман американського письменника Деймона Найта. Перша книга в «Трилогії морських пригод», за якою вийшли «Спостерігачі» (1988) та «Розумний світ» (1991).
Назва роману походить від перших літер слова «Морські Пригоди» (англ. The Sea Venture / CV), величезного океанічного середовища проживання. Під час однієї з перших поїздок «Морські Пригоди» підхоплюють паразита, чужорідного симбіонта, який здатний переходити від однієї людини до іншої, при цьому видозмінюючи свого носія на молекулярному рівні. Симбіон впроваджує щось на кшталт раціональної поведінки у своїх носіях, змушуючи їх ставити під сумнів свої попередні переконання та вчинки. Наприкінці роману паразит приносять на материк; наступні романи трилогії досліджують наслідки цього, оскільки він починає впливати на значну частину людського населення.

## Сюжет
«Морські Пригоди» (МП) — це величезна, значною мірою автономне судно, яке служить прототипом морського середовища проживання. Вона була розроблена частково як альтернатива більш дорогої орбітальній колонії; один з захисників космічних ареалів, професор Пол Ньюленд, на борту цієї колонії з'ясовує, що МП створює загрозу його мрії. Інший пасажир, найманий вбивця, який використовує ім'я Джона Стівенса, отримав завдання вбити Ньюленда. МП не має двигунів; він рухається за допомогою океанських течій і здатний занурюватися, щоб скористатися різними потоками на різних глибинах нижче поверхні води. Окрім екіпажу, МП містить близько двох тисяч постійних жителів, а також пасажирів-туристів.
Роман розпочинається підготовкою «Морських Пригод», який готується до відправлення з Сан-Франциско до Гуаму. Незабаром після видобутку чергової колекції зразків з дна океану дослідники натрапляють на пурпурний, гранульований шматочок розміром кулака; Ньюленд, який присутній в колекційній кімнаті з членом екіпажу на ім'я Рендалл Геллер, пропонує розірвати його. Ззовні цей камінець виглядає як порожня всередині скляна сфера. Одразу ж після його відкриття Ренделл відчуває слабкість, але згодом його самопочуття поліпшується. Проте вже незабаром він впадає в комоподібний стан. Однак ці події повторюються й незабаром стає зрозуміло, що якась речовина, яка виділяється зі щілин сфери, може подорожувати від однієї людини до іншої, залишаючи «жертв» у несвідомому стані. Незабаром кількість постраждалих від загадкової хвороби сягає десятків. Єдиний лікар на борту, доктор Воллес Макналті, намагається ізолювати хворих, але випадки цієї хвороби все одно фіксуються у декількох людей кожного дня. 
На десятий день перший пацієнт, Геллер, приходить до тями й стає зрозумілим, що кома є тимчасовим явищем. Жодного шкідливого впливу не було виявлено, але після пробудження пацієнти дещо змінюються: вони відкидають багато своїх минулих вчинків, ірраціональних переконань та страхів, і в багатьох випадках змінюють свій спосіб життя. Наприклад, члени екіпажу вирішують, що їхні роботи є безглуздими та відмовляються від них; одружені люди залишають своїх других половин. Найт демонструє нам трохи привідкриває таємниці симбіону: він, як видається, був у призупиненій мультиплікації протягом тисячоліть, і зараз він намагається вивчити людей, тимчасово отримуючи доступ до їх процесів мислення та спогадів. Найт припускає, що зміни, зроблені паразитами в людському мозку, є корисними; отже, паразит насправді є симбіонтом.
Макналті та капітан роблять багато спроб з ізоляції паразита, але всі вони безуспішні. Зрештою йому вдається втекти на землю, оскільки напередодні цього симбіонт інфікував ще ненароджену дитину одного з пасажирів.

## Значимість
Цей роман, а також інші в трилогії «Морські пригоди», були визначені як «утопічна література». Модифікації, зроблені (очевидно) високоморальними симбіонами, повторюють тему ранніх творів Найта: «Золоте правило», «Природний стан» та «Вмираюча людина», в якій штучно збільшене співпереживання робить неможливим жорстокість людини без страждань від болю жертви.

## Історія публікацій
Роман спочатку було опубліковано в трьох частинах на сторінках журналу «Фентезі & Сайнс фікшн» у січні, лютому та березні 1985 року.